# Бронзит
Бронзи́т — мінерал магматичних і метаморфічних порід.

## Загальний опис
Бронзит — проміжний член мінерального виду енстатит-феросиліт (Mg,Fe)SiO3, який містить 10-30 % феросилітового (Fe[SiO3]) компонента. Залізистий енстатит.
Колір бурий, зеленкуватий. Має бронзоподібний субметалевий блиск на поверхні розщеплення. Вміст заліза обумовлює явище шилеризації (гри кольорів). Показник заломлення збільшується із вмістом заліза.
Твердість 5 — 6.
Густина бл. 3,3 — 3,4.

## Використання
Бронзит використовують для виготовлення невеликих декоративних предметів. Він часто має відчутну волокнисту структуру, і коли це виражено, він має певну схожість з котячим оком. Маси досить великі для різання знаходяться в норитах Купферберга (нім. Kupferberg — місто в Німеччині, розташоване в землі Баварія) в горах Фіхтельгебірге (Fichtelgebirge), і в Штирії, південний схід Австрії).
Бронзит цінується колекціонерами, іноді кристали використовуються для ювелірних цілей.

## Різновиди
Розрізняють:
- бронзит-авгіт (те саме, що енстатит-авгіт);
- бронзит ванадіїстий (товстотаблитчаста відміна діалагу, яка містить до 4 % V2O3);
- бронзит кальціїстий (нестійка форма бронзиту, яка містить до 9 % Ca[SiO3]);
- бронцита (іспанська назва бронзиту).